# Ситхи
Си́тхи (англ. Sith) (в других переводах — Си́ты) — персонажи из вселенной «Звёздных войн», адепты Тёмной стороны Силы.
Ситхи — непримиримые противники джедаев, часть ситхов сами когда-то были джедаями, пока Тёмная сторона Силы не увлекла их. Тёмная сторона подпитывается отрицательными эмоциями: гневом, властолюбием, привязанностью, ненавистью, страхом. Чувствительность к Силе, а также скорость, с которой обучающиеся достигают высот в управлении Тёмной стороной, дают ситхам определённые преимущества, и они, в основном, используют их, основываясь на собственном мифе  и жажде славы.
Длительная практика даёт ситхам возможность мастерски овладеть такими зловещими способностями, как Силовая молния, Высасывание Силы, Ярость Силы, Крик Силы, Шторм Силы и многое другое. Однако все эти преимущества имеют и обратную сторону, поскольку длительное чрезмерное использование Тёмной стороны развращает и разрушает своего пользователя, причём как физически, так и ментально, подчас нанося серьёзный, порой совершенно непоправимый урон телу своего обладателя. Так, например, владыка-ситх Дарт Бейн однажды с иронией отметил, что на своём пути Повелителя тьмы он стремился к вечной жизни, однако мощь Тёмной стороны, которой он обладал и которую постоянно использовал, истощала его здоровье, заставляя его тело стариться до срока, что в конечном итоге должно было убить его даже раньше времени (трое из древних ситхов прошлого — такие, как Нихилус, Сион и Малак — испытали это на себе и превращались в подобие живых мертвецов).

## Происхождение названия
С ситского языка слово «Сит’ари» переводится как «лорд». Впоследствии термин видоизменялся и в конце концов стал обозначать совершенное существо с абсолютной властью, а впоследствии и лидера ордена ситхов.
По истории во Вселенной, название «ситхи» произошло от гуманоидной расы с планеты Коррибан, когда-то порабощённой джедаями-отступниками. Главное оружие ситхов — световой меч, хотя (в отличие от мечей джедаев) его клинок чаще всего красного цвета, причём в подавляющем большинстве случаев он создаётся на основе синтетического, а не естественного (как у джедаев) кристалла. Впрочем, красный цвет клинка вовсе не делает обладателя такого меча по умолчанию ситхом, ведь согласно истории расширенной Вселенной (Легендам), некоторые джедаи также использовали мечи с красными клинкам, и наоборот, у отдельных ситхов были вовсе не красные мечи — например, у Экзара Куна он синий, в Каноне Дарт Вейдер тоже первоначально использует свой прежний синий меч.

## Кодекс ситхов
Как и у Ордена Джедаев, у ситхов есть свой Кодекс, он звучит так:

Покой — это ложь, есть только страсть.

С ней я стану сильнее.

Став сильнее, я обрету могущество.

Могущество принесет мне победу.

Победа сорвёт с меня оковы.

И сила освободит меня.

Оригинальный текст (англ.)
Peace is a lie, there is only passion.

Through passion, I gain strength.

Through strength, I gain power.

Through power, I gain victory.

Through victory, my chains are broken.

The Force shall free me.

## Тёмный владыка (лорд) ситхов
Тёмный владыка ситхов (Тёмный лорд ситхов) или Тёмная владычица ситхов (Тёмная леди ситхов) — титул главы ордена ситхов (англ. Dark Lord of the Sith / Dark Lady of the Sith).
Этот титул означает признание его носителя сильнейшим из ситхов. Известно, что первым носителем этого титула был владыка-ситх Дарт Андедду. До времён владыки Каана мог единовременно существовать лишь один тёмный владыка ситхов, но Каан назначил Владыками всех руководителей Братства тьмы. После гибели ситхов в Руусанской битве орден был возрождён Дартом Бейном, который установил «правило двух», согласно которому во вселенной не может быть более двух Владык ситхов одновременно. Они оба, несмотря на различие в рангах (учитель и ученик, как правило) и силе, носили титул Тёмного владыки ситхов. В расширенной вселенной «Звёздных войн» данное «правило двух» иногда пересматривалось и порой нарушалось.
Тёмные владыки ситхов часто использовали титульное наименование Дарт (англ. Darth) как первую часть нового имени, принимаемого им при переходе на тёмную сторону. Впервые это слово встречается в первоначальном варианте сценария фильма «Звёздные войны. Эпизод IV: Новая надежда», который имел мало общего с окончательным вариантом. Там «Дарт Вейдер» появляется как имперский чиновник, которого позже стали звать Уилхафф Таркин, а имя Дарт Вейдер перешло к ситху в чёрных доспехах (Энакину Скайуокеру).
Вопреки распространённому мнению, слово «Дарт» не имеет ничего общего с нидерландским или немецким словом «тёмный» (donker и dunkel, соответственно).
Darth (Дарт) и Dark (Дарк — тёмный) в английском языке созвучны. Это простая игра слов, так как в саге все герои с этим титулом являются приверженцами тёмной стороны Силы, а повелитель ситхов является Тёмным повелителем (Dark Lord of the Sith).
Владыка-ситх Скер Каан отменил титул «Дарт» во избежание междоусобиц среди ситхов, чтобы все силы были направлены на борьбу с джедаями, поскольку титул «Дарт» обычно брал себе ситх, считавший себя самым могущественным. Кроме того, если ситх брал себе этот титул, то это было как бы послание всем остальным ситхам, которое гласило: «Подчинись или умри». Ещё будучи учеником ситхской Академии на Коррибане, Дарт Бейн изучал древние ситхские манускрипты и пришёл к выводу, что ситхи Каана «извратили саму суть учения Тёмной стороны и стали лишь тенью того, кем они были прежде», и следовательно ослабли. Чтобы показать своё неприятие новых традиций, введённых Кааном, Дарт Бейн демонстративно присвоил себе титул «Дарт» и покинул Академию окончательно. С гибелью Каана, уничтожившего себя и всех своих учеников применением древнего приёма Силы известного под названием «Ментальная бомба» в ходе 7-й битвы за Руусан (Дарт Бейн обманул Каана, убедив того, что приём действует только на джедаев), положение Дарта Бейна как нового Владыки ситхов упрочилось, а его дерзкое присвоение себе титула «Дарт» стало вполне оправданным.
Задолго до этого — примерно за 4000 лет ДБЯ — во времена старой Империи Ситхов, титулом «Дарт» награждались сильнейшие ситхи. Таким образом признавались их способности в области тёмных искусств и выказывалось уважение. Следует отметить, что Дарт Бейн установил своё «Правило Двух» под влиянием учений заложенных в голокроне Дарта Ревана, найденном им на планете Лехон, и которого сам Дарт Бейн очень почитал, считая его одним из величайших владык-ситхов всех времён. Однажды в беседе со своей ученицей Дарт Бейн признал, что в голокроне Дарта Ревана содержалось больше полезной информации нежели во всей библиотеке Академии ситхов на Коррибане.

## История
Согласно книгам из расширенной вселенной «Звёздных войн» Орден Ситхов был основан после Столетней Тьмы джедаями-отступниками, считавшими, что «настоящей» силы можно достигнуть только через эмоции, а не вдумчивую медитацию, как их учили. Трения в Ордене джедаев усугублялись, пока за семь тысяч лет до Явинской битвы не перешли в открытый конфликт. Этот конфликт, названный Столетней тьмой или вторым Великим расколом, привёл к тому, что тёмные джедаи были изгнаны из Республики. Эти отверженные (в числе которых были Аджанта Полл, КсоКсаан, Сорзус Син, Карнесс Муур и Ремулус Дрейпа) обосновались на далёкой планете Коррибан, пустынном мире, населённом ситхами — расой краснокожих гуманоидов, имевших тесную связь с Силой (причём с её тёмной стороной). Прилетевших к ним тёмных джедаев-изгнанников они стали почитать как богов, поскольку те намного превосходили во владении Силой самих ситхов. В течение тысячелетий тёмные джедаи жили среди ситхов и постепенно смешались с ними. К тому времени, как сама раса практически вымерла, правившие ими тёмные джедаи стали называть себя Орден Ситхов. До правления Каана только один человек мог носить титул тёмного владыки ситхов. В 1032 ДБЯ в живых остался только Дарт Бейн. Он установил «правило двух», по которому ситхов только двое — учитель и ученик, причём оба они владыки ситхов. Дарт Сидиус называл так своих учеников — Мола, Дуку, Вейдера. Когда в 4 ПБЯ Дарт Вейдер при помощи своего сына Люк Скайуокера вернулся к свету и уничтожил Дарта Сидиуса ради спасения своего сына на борту второй «Звезды смерти», орден, казалось, прекратил своё существование, однако впоследствии выяснилось, что Дарт Сидиус всё же сумел выжить. Его следующее появление случилось в Звёздные войны: Скайуокер. Восход - последнем эпизоде трилогии сиквелов на планете Экзегол.